# BKK Schleswig-Holstein
Die Betriebskrankenkasse Schleswig-Holstein, kurz BKK S-H, war eine Krankenkasse mit Hauptsitz in Glückstadt an der Elbe. Mitglied konnte werden, wer in den Bundesländern Schleswig-Holstein oder Hamburg oder Niedersachsen wohnt oder arbeitet. Sie fusionierte zum 1. Januar 2016 mit der aufnehmenden BKK Verkehrsbau Union.
Gegründet wurde die Krankenkasse im Jahre 1953 für Betriebsangehörige der Papierfabrik Peter Temming AG. Im Jahr 2005 erfolgte der Zusammenschluss mit der BKK Alsen und es entstand die BKK Steinbeis-Holcim (BKK S-H). Seit 2012 lautete der offizielle Name Betriebskrankenkasse Schleswig-Holstein. Die BKK S-H ist seit dem 1. Januar 2016 in die BKK Verkehrsbau Union eingegliedert.